# گژگوش ماوتسکی
گژگوش ماوتسکی (لهستانی: Grzegorz Małecki؛ زادهٔ ۱۹ ژوئن ۱۹۷۵) بازیگر اهل لهستان است.
از فیلم‌ها یا مجموعه‌های تلویزیونی که وی در آن‌ها نقش داشته‌است، می‌توان به بدون پنهان‌کاری، یک‌راست به دل، خانواده جایگزین، قضاوت درباره فراچیشکا کووسا، خانه، سال‌های شیرین، در خوشی و سختی، کارآگاهان جنایی، ع چون عشق، پدر متیو، لندنی‌ها، دوران افتخار، ۳۹ و نیم، هتل ۵۲، قانون حقیقی، رنگ‌های خوشبختی، یک خانواده لهستانی، قرارداد، کمیسر آلکس، گوش آقای رئیس، فرابنفش، اوشیتسکا و والسا: مرد امید اشاره نمود.